# Guardianes de los Whills
Los Guardianes de los Whills (en idioma original, Guardians of the Whills) son una facción que aparece en el universo ficticio de la franquicia Star Wars. Los Guardianes se representan como una organización de ascetas que reverencian la Fuerza, un concepto metafísico en el universo ficticio de la franquicia, aunque a diferencia de los Jedi o los Sith, no parecen ejercer poderes abiertamente sobrenaturales derivados de su conexión con la misma.
El término Whills se originó a partir de elementos no utilizados en el universo y tratamientos de la historia del creador de la saga George Lucas para la serie de películas de la franquicia, sobre todo Journal of the Whills, Part I (el primer borrador conocido de Lucas para la primera película). Tras la adquisición de la empresa de Lucas, Lucasfilm, Ltd. y la propiedad intelectual de Star Wars por parte de The Walt Disney Company en 2012, el término se reutilizó y se vuelve a introducir como Guardianes de los Whills, una orden monástica esotérica que protege a los peregrinos que visitan un templo sagrado ubicado en el planeta Jedha. Un guardián ciego llamado Chirrut Îmwe y su compañero Baze Malbus aparecen como personajes secundarios en la película Rogue One de 2016. En ella, ayudan a los miembros de la Alianza Rebelde a robar planos de la Estrella de la Muerte, el arma definitiva del Imperio Galáctico. Chirrut Îmwe y Baze Malbus son interpretados por Donnie Yen y Jiang Wen respectivamente. Los miembros de la orden monástica han aparecido en otros medios de Star Wars, en particular en la novela homónima relacionada con Rogue One de 2017, que contó con apariciones de ambos personajes.
Tanto Chirrut como Baze han recibido una recepción positiva de la crítica y desde entonces han sido reconocidos como favoritos de los fanáticos y personajes influyentes por derecho propio.

## Desarrollo
Los Whills fue originalmente una vaga referencia a un orden omnipresente pero distante que pretendía ser el marco narrativo en un borrador inicial de la saga Star Wars de George Lucas. A Lucas también se le ocurrió el Journal of the Whills como un concepto de "textos parecidos a la Biblia que inspiran las historias narradas en las películas de Star Wars", sirviendo esencialmente como un dispositivo de trama que conecta el universo ficticio que creó con el mundo real. Antes de vender la franquicia de medios de Star Wars a Disney, Lucas había considerado desarrollar una posible trilogía cinematográfica de secuelas de la Trilogía original donde habría explorado un mundo microbiótico poblado por criaturas llamadas Whills, que se alimentan de la Fuerza y son capaces de usar eso. conexión para manipular el universo.  Lucas pensó en los personajes sensibles a la Fuerza de la franquicia como "vehículos para que los Whills viajaran", siendo el conducto el controvertido concepto de midicloriano introducido en la trilogía de precuelas. Dado que los Whills son las entidades que se comunican con los midiclorianos, Lucas opinó que "en un sentido general, son la Fuerza". En la serie de AMC James Cameron's Story of Science Fiction, Lucas reveló que había considerado que este tratamiento de la historia era la conclusión adecuada del arco narrativo que comenzó con la trilogía original y siguió con la trilogía precuela, pero citó la recepción divisiva de las precuelas y reconoció que habría resultado controvertido con los fans.
Si bien los Whills se mencionaron brevemente en el guion y la novelización del Episodio 3, no aparecieron hasta la película de 2016 Rogue One: A Star Wars Story. El guionista Chris Weitz se basó en las ideas originales de Lucas sobre los Whills y también partió de ellas para crear la facción Guardianes de los Whills, una orden religiosa que es responsable de proteger un antiguo templo Jedi en el planeta Jedha antes de su saqueo por las fuerzas imperiales.  Según la tradición presentada en la Guía visual de Rogue One, así como una cita del Journal of the Whills que sirve como apertura de la novelización oficial de The Force Awakens, las enseñanzas de los Guardianes no parecen enfatizar una discordia entre la luz y los lados oscuros de la Fuerza, y en su lugar tomar una posición de neutralidad con un enfoque en abarcar la totalidad de sus aspectos, así como reverencia por el "equilibrio de la Fuerza".   En un programa de Rogue One "Watch From Home Theater" presentado por IGN, Weitz señaló que Lucas originalmente llamó a la Fuerza, "La Fuerza de los Otros". El término fue utilizado con frecuencia por Chirrut Îmwe, un guardián de los Whills que aparece en la película como un personaje representativo de la organización monástica, en los primeros tratamientos del guion de la película de Weitz.  Aunque el personaje es ciego y no puede usar la Fuerza como los Jedi, está dedicado a ella y puede sentir su presencia. La habilidad de Chirrut en las artes marciales puede rivalizar con la de un Jedi con un sable de luz; es capaz de derrotar a un escuadrón completo de soldados de asalto sin ayuda de nadie e incluso derribar a un caza TIE usando un arma de energía especializada en forma de ballesta llamada "arco de luz".
Weitz señaló que la franquicia de Star Wars ha tenido una larga historia de presentar parejas duales convincentes entre personajes cuyas perspectivas y personalidades son opuestas entre sí.  Chirrut y su compañero, Baze Malbus, un ex Guardián que dejó la organización antes de los eventos de Rogue One, fueron concebidos durante la etapa de diseño inicial como una "díada" que "no se pertenecen juntos, pero sí": el primero, "un creyente en la Fuerza", y el segundo, un "soldado militarista".  Para Weitz, Chirrut es el confesor de Baze, lo que le permite a este último culpar a Chirrut a pesar de que es un guerrero infiel que no cree en la Fuerza, y Chirrut podría creer en la eventual redención de su amigo.  Los diseños de personajes de Chirrut y Baze pasaron por numerosas iteraciones durante el desarrollo de la película, con hasta 30 variaciones diferentes.  La totalidad del rostro de Chirrut, a excepción de sus ojos, estaba inicialmente cubierto, y Baze era originalmente un extraterrestre de cuatro brazos antes de convertirse en humano. Los atuendos de Chirrut y Baze tenían un estilo militarista, con un aspecto más blindado y armado.
Una vez que se confirmó que el actor de Hong Kong Donnie Yen interpretaría a Chirrut, los artistas conceptuales de la película comenzaron a buscar inspiración en el estilo particular de Yen y su cuerpo de películas de artes marciales, lo que llevó a la eliminación de armaduras y armamentos del diseño de Chirrut a favor de un aspecto más elegante.  Yen originalmente se mostró reacio a aceptar el papel porque no quería estar lejos de su familia por un período prolongado de tiempo, ya que debía mudarse al Reino Unido durante cinco meses de filmación.  Yen aceptó el papel a instancias de su hijo, pero insistió en tener un aporte creativo en el proceso de desarrollo del personaje como condición para su aceptación. Yen no quería que su personaje fuera estereotipado como "otro maestro de kung fu chino", y quería que Chirrut tuviera sentido del humor, según su opinión de que los niños deben pensar en el personaje como "genial".  Yen propuso que el personaje quedara ciego e investigó sobre el tono azul exacto que quería para los ojos atrofiados de Chirrut.
Baze Malbus recibió su nombre del personaje de jugador semielfo de Dungeons & Dragons de Weitz de sus años de infancia. El diseñador David Crossman describió a Baze como una combinación de varios elementos muy queridos de los personajes favoritos de los fanáticos de Star Wars, y que su diseño visual está impulsado por lo que pensaban que al público le gustaría ver en un personaje mercenario, destacando en particular "la armadura parcial, el mono, el cool gun, la mochila". El arma característica de Baze, un cañón bláster de repetición pesado, fue diseñada por los artistas Jamie Wilkinson y Adam Brockbank al principio del desarrollo de la película.  El tema del color rojo en el diseño del personaje de Baze finalmente se incorporó a las vestimentas de Chirrut como un aspecto religioso canónico, que vincula temáticamente a ambos personajes. El actor chino Jiang Wen originalmente no estaba seguro de aceptar el papel, ya que sentía que le faltaba dominio del inglés y tenía dificultades para leer el guion; fue asistido por su hijo mayor, que podía leer inglés con fluidez e interpretar el guion, y decidió viajar a Londres animado por sus hijos.

## Apariciones

### Rogue One
Chirrut y Baze aparecen en la película Rogue One (2016). Chirrut aparece por primera vez en las calles de la ciudad de Jedha predicando sobre la Fuerza, donde se encuentra con Jyn Erso y el espía de la Alianza Rebelde Cassian Andor. Después de sentir que el collar de Jyn está hecho de cristal Kyber, el mismo material que alimenta los sables de luz, le pregunta si sabía qué eran, sorprendiendo a Jyn debido a su ceguera. Más tarde acude en su ayuda después de que las fuerzas imperiales los acorralan, ya que la ciudad de Jedha se ve envuelta en un conflicto entre los insurgentes partisanos, liderados por Saw Gerrera, y las fuerzas imperiales que están saqueando el Templo de los Guardianes robando los cristales Kyber ya que Jyn y Cassian creen que están siendo utilizados para el arma que el Imperio esta creando. Usando sus sentidos altamente perfeccionados para determinar las posiciones de los soldados imperiales que se aproximaban, así como la asistencia oportuna de su amigo y protector Baze Malbus, los derrota en una rápida sucesión. Chirrut, Baze, Jyn y Cassian luego son secuestrados por fuerzas partisanas y llevados a celdas de confinamiento en el cuartel de Saw. Junto con el desertor imperial Bodhi Rook, el grupo finalmente escapa de la base partisana a bordo de un U-Wing cuando la ciudad de Jedha es atacada y destruida por la nueva superarma del Imperio, la Estrella de la Muerte.
Con los restos del templo que los Guardianes juraron proteger destruidos, Chirrut y Baze permanecen con el grupo de Jyn y los acompañan al mundo imperial de Eadu en busca del padre de Jyn, Galen, quien originalmente diseñó la Estrella de la Muerte bajo amenaza y que ha enviado un mensaje con Rook revelando su existencia y sobre la ubicación de los planos del arma. Chirrut advierte a Jyn sobre la posible intención asesina de Cassian hacia Galen (su misión secundaria era matarlo), ya que había sentido que la Fuerza fluía oscuramente a su alrededor. Chirrut y Baze ayudan a los rebeldes a luchar contra las fuerzas imperiales antes de partir en un transbordador robado hacia Yavin IV, la base de la Alianza. Después de que la Alianza Rebelde rechaza la solicitud de Jyn de enviar una flota al mundo de Scarif, donde están almacenados los planos según las palabras de Galen, Chirrut y Baze se unen a su misión de irrumpir en los archivos imperiales para robarlos, y se ponen a cargo junto a Ruescott Melshi de un equipo de asalto que establecería cargas explosivas para atraer a los soldados de asalto imperiales. Tanto Chirrut como Baze posteriormente mantienen la línea de defensa para extender el tiempo que necesitan sus aliados para lograr su tarea; Chirrut muere en una explosión después de activar un interruptor para transmitir los planes de la Estrella de la Muerte a los rebeldes a través de una señal, mientras que Baze se sacrifica para ayudar a desactivar el escudo deflector planetario que bloquea la señal.

### En otros medios
Chirrut y Baze aparecen como los personajes principales de la novela relacionada con Rogue One, Star Wars: Guardians of the Whills, que explora sus historias de fondo, así como sus interacciones pasadas con Saw Gerrera. Una adaptación a manga de la novela realizada por Viz Media se lanzó el 4 de mayo de 2021.
Varios Guardianes aparecen en un recuento retrospectivo del personaje recurrente de Star Wars Rebels, Hondo Ohnaka, en la miniserie de cómics de 2019 relacionada con la atracción del parque temático Star Wars: Galaxy's Edge. Establecido antes de los eventos de Rogue One, los Guardianes lo interceptan a él y a su cliente en un pasadizo del "túnel sagrado" e intentan evitar que entren sin autorización en el Templo del Kyber.

## Recepción
Chirrut y Baze, los dos representantes más destacados de la facción dentro de la continuidad de la saga, han recibido una recepción positiva por parte de los críticos profesionales y son reconocidos como personajes favoritos de los fanáticos de la franquicia. Chirrut en particular fue elogiado por tener el mejor diálogo citable en Rogue One. Julian Medranda de The Highlander dijo que Chirrut y Baze fueron los personajes que encontró más convincentes; comparó su química con la de Han Solo y Chewbacca, y descubrió que casi todas las interacciones que los involucraban eran agradables a pesar de que eran esencialmente personajes secundarios cuyas escenas interesantes a menudo se interrumpían por escenas de acción "aburridas" o largas escenas de exposición.  Medranda sugirió que, si bien el casting de Yen y Jiang podría interpretarse como una estrategia de marketing para atraer al público chino, su inclusión tenía un encanto del que supuestamente carecía el elenco principal. En su reseña de la novela Guardians of the Whills, Amy Ratcliffe de Nerdist apreció la caracterización fundamentada del dúo (el sentido de esperanza de Chirrut y el conflicto interno de Baze) y el hecho de que aceptan que no tienen el control total de su situación luego de la interrupción del Imperio. de sus vidas. Ratcliffe elogió su devoción, persistencia, amistad y su voluntad de luchar por la gente inocente de Jedha.
En un artículo escrito para Screen Rant, donde comentó sobre la aparición de los Guardianes en Galaxy's Edge, Andrew Dyce expresó su esperanza de que la orden en su conjunto haya logrado sobrevivir a la invasión imperial y reponer su número, y que los personajes de los Guardianes continúen apareciendo en futuras historias de Star Wars. De manera similar, Jesse Schedeen de IGN tenía la esperanza de que Disney reviviera "los días de gloria de Jedha y los Guardianes de los Whills" a través de una serie de televisión ambientada antes de Rogue One. Leon Hurley de Gamesradar quería ver una película derivada con Chirrut y Baze al estilo de una película de amigos, o una narrativa centrada en los Guardianes de los Whills en su conjunto.
Chirrut y Baze aparecieron como una pareja popular en varias publicaciones relacionadas con "envíos" y artículos de opinión de críticos y fanáticos, particularmente durante diciembre de 2016, que fue el mes en que se lanzó Rogue One.

### En la cultura popular
- En septiembre de 2017, la serie web animada How It Should Have Ended ("HISHE") lanzó un video de parodia de brickfilm realizado con técnicas de filmación stop motion que exagera enormemente la destreza de combate de Chirrut.[22]
- El artista Dan Mumford creó un póster que representa a Chirrut y Baze titulado "Soy uno con la fuerza, la fuerza está conmigo", que hace referencia al mantra de Chirrut.[23]
- En una entrevista con la publicación malaya The Star, la autora Zen Cho acreditó la dinámica de la "pareja extraña" entre Chirrut y Baze como inspiración para su novela de ficción wuxia de 2020, La orden de la luna pura reflejada en el agua.[24]